# Udea rusticalis
Udea rusticalis is een vlinder uit de familie van de grasmotten (Crambidae), uit de onderfamilie van de Spilomelinae. De wetenschappelijke naam van deze soort is voor het eerst voorgesteld als Phlyctaenia rusticalis door William Barnes en James Halliday McDunnough in een publicatie uit 1914.
De soort komt voor in de Verenigde Staten.